# Política de Cataluña
La norma institucional que establece la organización política de Cataluña es el Estatuto de Autonomía del 2006. Según lo establecido por el Estatut el autogobierno de Cataluña se organiza políticamente en la Generalidad de Cataluña, conformada por el Parlamento, la Presidencia, el Consejo Ejecutivo y otras instituciones creadas por el Parlamento. El sistema de organización política de Cataluña está basado en el parlamentarismo.

## Estatuto de Autonomía
El Estatuto de Autonomía es la norma institucional básica de Cataluña, de acuerdo con lo establecido en el octavo título de la Constitución española de 1978. Define los derechos y deberes de la ciudadanía de Cataluña, las instituciones políticas de la nacionalidad catalana, sus competencias y relaciones con el Estado y el financiamiento de la Generalidad de Cataluña. El primer Estatuto de Autonomía que se escribió fue el de 1932 y se dio a conocer como el Estatuto de Núria, con una vida muy corta y derogado con el fin de la Guerra Civil Española. El segundo Estatuto de Autonomía, redactado el 1979, restableció la autonomía de Cataluña y estuvo en vigor hasta 2006, cuando se redactó y aprobó, en referéndum el actual Estatuto de Autonomía que rige el gobierno y la política de Cataluña.

## Organización política de Cataluña: La Generalidad

### Poder legislativo
El Parlamento de Cataluña es el representante del pueblo de Cataluña. En virtud de su origen a partir de las elecciones democráticas, el Parlamento es la fuerza suprema y la institución más importante de la Generalidad, de la que nacen todas las demás, como es el carácter de los sistemas parlamentarios. El Parlamento catalán es unicameral, independiente e inviolable. Desde su restauración en 1980, el Parlamento está integrado por 135 diputados elegidos por sufragio universal.

### Poder ejecutivo
El poder ejecutivo lo ostentan el presidente de la Generalidad de Cataluña. El Presidente es elegido por el Parlamento y nombrado por el rey de España. El presidente es la más alta representación de la Generalidad y del Estado español en Cataluña y, por tanto, promulga las leyes en nombre del rey. El Presidente es, también, el jefe de gobierno de Cataluña, que dirige y coordina el Consejo Ejecutivo, el órgano encargado de las acciones del gobierno. El Presidente tiene la facultad de nombrar a los consejeros y de presidir todas sus reuniones.

### Poder judicial
Según el artículo 95 del Estatuto de Autonomía, el Tribunal Superior de Justicia es el órgano jurisdiccional supremo de Cataluña. Las competencias del Tribunal Superior de Justicia incluyen conocer los recursos y procedimientos en las diversas órdenes institucionales y tutelar los derechos reconocidos por el Estatut. En todo caso, es competente en las órdenes jurisdiccionales, civiles, contencioso administrativo y social y en otras que pueden crearse en el futuro. El artículo 94 del Estatut establece la existencia del Consejo de Justicia de Cataluña, el órgano de gobierno del poder judicial de Cataluña. El Consejo es un órgano desconcentrado del Consejo General del Poder Judicial sin perjuicio de las competencias del mismo.

### Otras instituciones de la Generalidad
Otras instituciones de la Generalidad son:
- el Consejo de Garantías Estatutarias,
- el Síndico de Agravios,
- la Sindicatura de Cuentas, y
- el Consejo del Audiovisual de Cataluña.

## Administración local

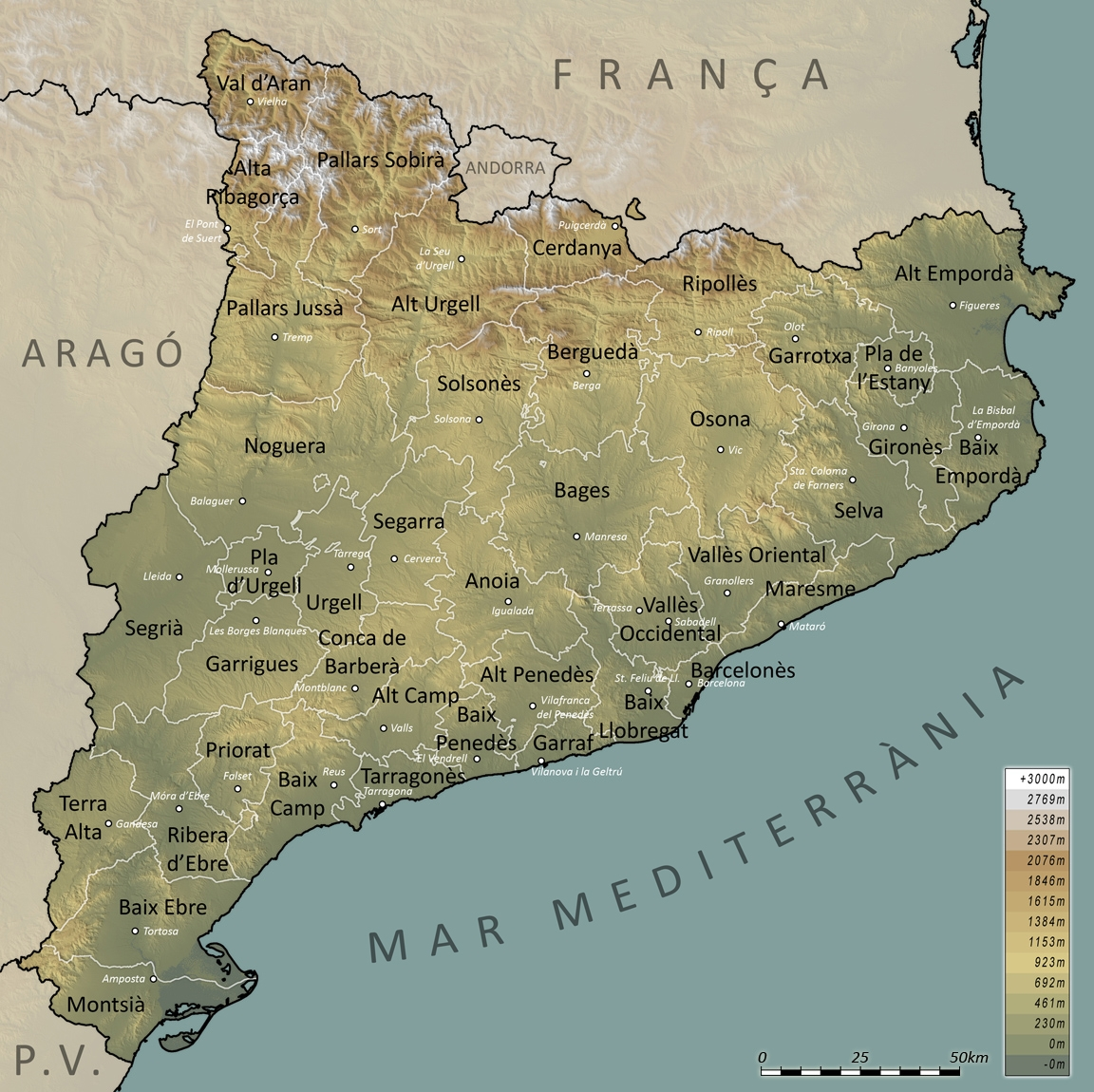
División comarcal de Cataluña

Con la entrada en vigor del Estatuto de Autonomía del 2006, las diputaciones provinciales desaparecen. La división administrativa de Cataluña se conforma entonces por municipios, veguerías y comarcas. Los municipios gozan de autonomía para el ejercicio de las competencias que tienen encomendadas y la defensa de los intereses propios de la colectividad que representan. Las veguerías son ámbitos territoriales específicos para el gobierno intermunicipal y de cooperación local. Son, además, la división territorial adoptada por la Generalidad para la organización territorial de sus servicios. Los municipios y las veguerías los representa el Consejo de Gobiernos Locales en las instituciones de la Generalidad. La comarca se configura como el ente local con personalidad jurídica propia y la forman los municipios para la gestión de competencias y servicios locales.

## Partidos políticos de Cataluña y composición actual de la legislatura
El resultado de las últimas elecciones autonómicas catalanas, celebradas el 27 de septiembre de 2015 fue:[actualizar]
- JxSÍ: 62 escaños
- Cs: 25 escaños
- PSC: 16 escaños
- CSQP: 11 escaños
- PPC: 11 escaños
- ICV-EUiA: 13 escaños
- CUP-CC: 10 escaños

JxSÍ consiguió una mayoría relativa en el Parlamento. Presentó a Artur Mas como candidato a la presidencia de la Generalidad, pero fue rechazado en dos votaciones con el voto en contra de todas las demás fuerzas políticas. Finalmente, tras un acuerdo a última hora con la CUP-CC, Carles Puigdemont fue elegido en la tercera votación 130.º presidente de la Generalidad.

## Nacionalismo catalán
El Nacionalismo catalán es un movimiento que propugna por el reconocimiento de la personalidad política y cultural de Cataluña. El nacionalismo catalán, además, propugna por el reconocimiento de que Cataluña es una nación, sobre la base de los derechos históricos de Cataluña, a su historia, a su lengua y al derecho catalán. Algunos partidarios del nacionalismo catalán defienden la idea de que Cataluña es una nación y a la vez su pertenencia al Estado español, ya sea bajo el actual sistema de autonomías o bajo un sistema federal. Otros proponen mayor autonomía y autogobierno y que sean los ciudadanos los que decidan si Cataluña debería independizarse. Y, otros, que con los años han ido menguando y quedándose solo en un 40% de la población catalana según el ICPS aspiran a la libre autodeterminación y a la independencia inmediata de Cataluña. Mientras un 53%, la mayoría, estaría en contra. El movimiento secesionista ha ido perdiendo fuerza con los años a la vez que los discursos conciliadores vuelven a cohesionar y las generaciones más jóvenes no están interesadas en la independencia prefiriendo el modelo autonómico.

## Política actual de Cataluña

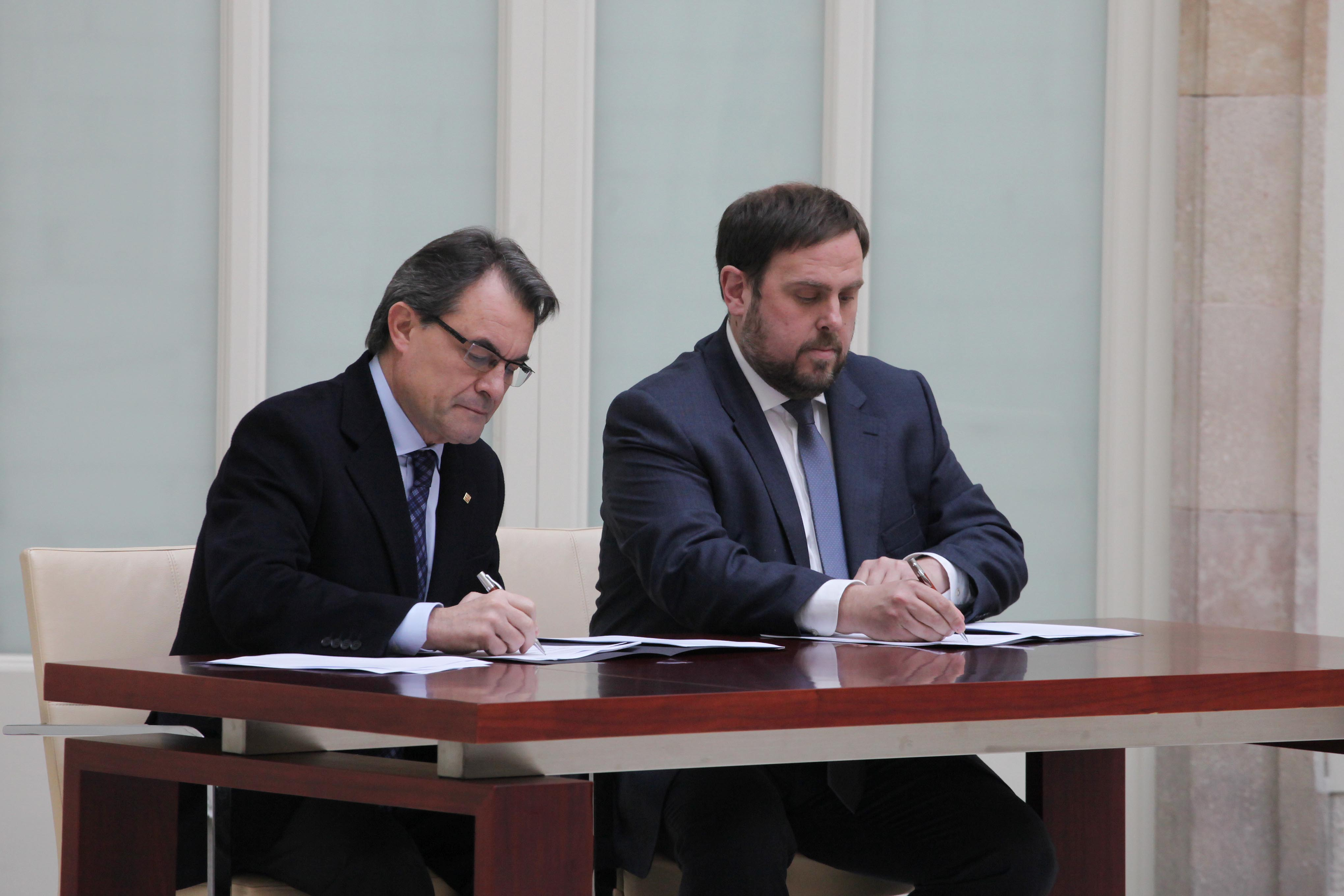
El president Artur Mas y el líder de ERC Oriol Junqueras firman el 19 de diciembre de 2012 un Acord per a la transició nacional (o Pacte per la Llibertat) por el que se comprometen Con el paso del tiempo, el movimiento secesionista ha ido perdiendo fuerza y disminuyéndose a la vez que van ganando terreno políticas conciliadoras. Los más jóvenes no están interesados en la independencia y prefieren el modelo autonómico. a convocar una consulta para que el «pueblo de Cataluña» pueda decidir si quiere constituirse en un «nuevo Estado en Europa».

CiU siguió en el poder hasta su derrota electoral el 16 de noviembre de 2003. La nueva Generalidad pasó a estar formada por el tripartito PSC – ERC – ICV-EUiA con Pasqual Maragall como presidente de la Generalidad.
A nivel de diputados CiU consigue el mayor número, seguido del PSC, ERC, PP e ICV. El pacto de gobierno, primero de izquierdas desde hacía más de 20 años fue promovido por ERC que gracias a un aumento considerable en sus votos se erige como una de las principales fuerzas políticas de Cataluña, recuperando poco a poco la posición que tenía años atrás.
El día 30 de septiembre del 2005, después de más de dos años de negociaciones, el parlamento catalán aprueba un proyecto de nuevo estatuto de autonomía con una amplia mayoría parlamentaria, logrando así uno de los principales objetivos marcados en el programa del gobierno. Aprobado por el Congreso de los Diputados y el Senado, entró en vigor tras ser refrendado por los catalanes mediante consulta popular. El Partido Popular recurrió ante el Tribunal Constitucional español 187 artículos de dicho Estatuto[cita requerida]. Tras cuatro años de espera, el Tribunal emitió sentencia el 28 de junio de 2010 declarando 14 artículos inconstitucionales, desatando variable rechazo en todos los partidos catalanes con representación parlamentaria a excepción de Ciutadans y el Partido Popular, que se mostró satisfecho con la resolución. A consecuencia de la sentencia, se convocó una manifestación el 10 de julio de 2010 dónde quedó patente un auge del nacionalismo catalán, aun así en las últimas elecciones autonómicas y municipales ERC perdió una considerable cifra de votos que quedaron repartidos en otras alternativas al nacionalismo como pueden ser CiU, CUP o SI.

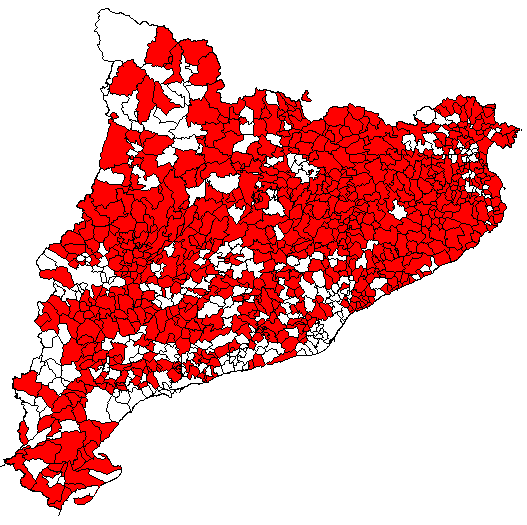
Municipios adheridos a la plataforma Asociación de Municipios por la Independencia.

El Parlamento de Cataluña aprobó el 27 de septiembre de 2012 una resolución pidiendo celebrar el referéndum de autodeterminación de Cataluña durante la décima legislatura de la Cataluña autonómica «prioritariamente», con posterioridad a las elecciones al Parlamento de Cataluña de 2012:

El Parlamento de Cataluña constata la necesidad de que el pueblo de Cataluña pueda determinar libre y democráticamente su futuro colectivo e insta al gobierno a hacer una consulta prioritariamente en la próxima legislatura.

La resolución fue votada después del debate de política general con el resultado de 84 votos a favor (CiU, ICV-EUiA, ERC, SI, más otros dos diputados), 21 en contra (PPC y Cs) y 25 abstenciones (PSC). El Presidente de la Generalidad de Cataluña, Artur Mas, declaró en el discurso ante el Parlamento que había llegado la hora de que el pueblo de Cataluña ejerciera el derecho de autodeterminación.

Resultados de las elecciones al Parlamento de Cataluña.

Después de la negativa del gobierno central a negociar sobre el «pacto fiscal», CiU decidió que no tenía sentido seguir con la legislatura, ya que esa era su propuesta política más importante. Esta circunstancia, unida a la gran participación en la manifestación de la Diada de 2012, empujó a CiU a convocar elecciones anticipadas y presentarse esta vez con una consulta de autodeterminación en el programa electoral. Las elecciones se celebraron el 25 de noviembre de 2012. CiU volvió a ser la fuerza política más votada, si bien bajó en número de escaños. El conjunto de fuerzas políticas partidarias de la realización de la consulta aumentó ligeramente su representación en el Parlamento de Cataluña, pasando de los 86 diputados de la IX legislatura (CiU, ICV-EUiA, ERC y SI) a los 87 de la X legislatura (CiU, ERC, ICV-EUiA y CUP).
Tras las elecciones, CiU negoció con ERC su apoyo a la investidura de Artur Mas como presidente de la Generalidad de Cataluña. El 19 de diciembre de 2012 firmaron un pacto de gobernabilidad que incluyó entre sus puntos la denominada «Consulta sobre el futuro político de Cataluña». El acuerdo estipuló que la fecha de la consulta debería ser pactada entre ambas formaciones, las cuales se comprometieron a llevarlo a cabo en 2014 «salvo que el contexto socioeconómico y político requieran una prórroga». El acuerdo permitió que Artur Mas fuera investido Presidente de la Generalidad de Cataluña por segunda vez.

Resultado de la votación para la «Declaración de Soberanía» en el Parlamento de Cataluña, el 23 de enero de 2013.

El 23 de enero de 2013 el Parlamento de Cataluña aprobó con 85 votos a favor, 41 en contra, 2 abstenciones y 5 diputados que se negaron a votar la "Declaración de Soberanía y del derecho a decidir del Pueblo de Cataluña", manifestando que:

De acuerdo con la voluntad mayoritaria expresada democráticamente por parte del pueblo de Cataluña, el Parlamento de Cataluña acuerda hacer efectivo el ejercicio del derecho a decidir, para que los ciudadanos de Cataluña puedan decidir su futuro político colectivo de acuerdo con los principios siguientes:

Los principios recogidos en el texto son los de legitimidad democrática, transparencia, diálogo, cohesión social, europeismo, legalidad, papel principal del Parlamento y participación, todos ellos precedidos y legitimados por el de soberanía que se reafirma diciendo  que «el pueblo de Cataluña tiene, por razones de legitimidad democrática, carácter de sujeto político y jurídico soberano».
CiU (50 diputados), ERC (21) y ICV-EUiA (13) apoyaron la declaración de soberanía. El PPC (19) y Cs (9) se opusieron a la propuesta. De los diputados del PSC, 15 votaron en contra y 5 no votaron pese a estar en el hemiciclo, desobedeciendo así las órdenes de la dirección del partido de votar en contra de la propuesta. La CUP dio un «sí crítico» con 1 voto a favor y 2 abstenciones.
El 8 de mayo de 2013 el Tribunal Constitucional suspendió esta declaración cautelarmente al admitir a trámite la impugnación presentada por la Abogacía del Estado, que la consideró «un acto de poder constituyente» y «un desafío abierto contra la Constitución». El 25 de marzo de 2014 el Tribunal Constitucional dictaminó finalmente que esta declaración de soberanía era "inconstitucional y nula", y por tanto no amparaba la celebración de un referéndum de autodeterminación en Cataluña. No obstante el gobierno de la Generalidad minimizó el impacto de la sentencia.

### Celebración de la consulta (2014)
El 9 de noviembre de 2014, los locales abrieron sin ninguna incidencia grave a las 9:00 horas, hora peninsular española, aunque previamente habían comenzado la votación en algunos puntos situados fuera de Cataluña.  Poco después del comienzo de la votación algunas organizaciones políticas, como Unión Progreso y Democracia (UPyD) y Plataforma per Catalunya (PxC), presentaron denuncias al juzgado de guardia, exigiendo la detención de dirigentes del gobierno de Cataluña y la paralización del proceso por incumplir la resolución del Tribunal Constitucional, que había suspendido el proceso participativo.
A las 14:00 horas, la vicepresidenta de la Generalidad, Joana Ortega, dio los primeros datos de participación: 1 142 910 personas habían votado a las 13:00. Por la tarde, el juzgado de guardia de Barcelona expresó su oposición a la retirada de las urnas exigida esa mañana por UPyD por tratarse, según el auto, de medidas «desproporcionadas». Sin embargo, a pesar de no adoptarse las medidas cautelares exigidas, sí se iniciaría una investigación por posibles delitos de desobediencia, prevaricación y malversación de fondos públicos. A las 19:30, la vicepresidenta catalana volvió a comparecer y anunció que a las 18:00 habían participado 1 977 531 personas.
Con el 96.8% del voto escrutado un total de 2.236.806 personas habían participado en el proceso.

### Reacciones tras la celebración de la consulta
En una rueda de prensa el propio 9 de noviembre, el presidente Mas explicó que intentarían realizar una "consulta definitiva" legal, vinculante y pactada con el gobierno español. Si ese acuerdo, como la propia Generalidad espera, no llega a realizarse, Artur Mas propondría la celebración de unas elecciones anticipadas, preferiblemente con una lista conjunta con otras fuerzas políticas y organizaciones soberanistas. Sin embargo, esta alternativa no es compartida por Unió, que se opone a unas elecciones anticipadas. ERC, sin embargo, se opone a la realización de una consulta pactada y pide convocar cuanto antes unas elecciones anticipadas, aunque no se muestra favorable a una lista conjunta sino a un gobierno de concentración tras dichas elecciones.

### Investigaciones judiciales por la celebración de la consulta
Poco después de la celebración de la consulta, el fiscal general del Estado presentó una querella por desobediencia, prevaricación, malversación y usurpación de funciones contra el presidente Mas, la vicepresidenta Joana Ortega y la consejera de Educación Irene Rigau. El 21 de diciembre de 2014, la querella fue admitida a trámite por el Tribunal Superior de Justicia de Cataluña. El 8 de enero de 2015, el Tribunal Superior de Justicia de Cataluña aseguró que encontraba indicios de desobediencia por la celebración de la consulta.

### Sentencia del Tribunal Constitucional sobre el "proceso participativo"
El 11 de junio de 2015 el Tribunal Constitucional se pronunció y declaró inconstitucionales los actos impugnados por el gobierno, destinados a la realización del "proceso participativo" por parte de la Generalidad de Cataluña. Estas actuaciones eran, según afirmó el tribunal, "inconstitucionales en su totalidad, en cuanto viciadas de incompetencia, por no corresponder a la Comunidad Autónoma la convocatoria de consultas que versan sobre cuestiones que afectan al orden constituido y al fundamento del orden constitucional".

### Convocatoria de elecciones «plebiscitarias» para el 27 de septiembre de 2015
El 25 de noviembre de 2014, cuatro días después de que la fiscalía hubiera presentado una querella contra él por la celebración del proceso participativo del 9-N, el president Artur Mas presentó su plan para conseguir la independencia de Cataluña en 18 meses. El plan fue respondido por el Partido Popular el 13 de diciembre mediante la "Declaración de La Granja" en la que se oponía a la reforma de la Constitución porque «la soberanía y la unidad de España» no son negociables.
El 14 de enero de 2015 el presidente de la Generalidad de Cataluña anunciaba en una rueda de prensa el adelanto de las elecciones autonómicas para el 27 de septiembre de 2015 y que éstas tendrían un carácter plebiscitario sobre la independencia de Cataluña. A pesar de que el 25 de febrero el Tribunal Constitucional confirmó por unanimidad la inconstitucionalidad  de la consulta del 9-N, un mes después Convergència Democràtica de Catalunya y Esquerra Republicana de Catalunya, y la Asamblea Nacional Catalana y Omnium Cultural, pactaban la hoja de ruta unitaria del proceso soberanista catalán en la que se incluía una declaración unilateral de independencia en el plazo de 18 meses, si los partidos soberanistas ganaban las elecciones «plebiscitarias» previstas para el 27 de septiembre —«Los programas de las candidaturas soberanistas deben dejar claro, como punto primero y destacado, que votarlas supone un pronunciamiento favorable a la independencia de Cataluña», afirmaban—. Al día siguiente el presidente Mariano Rajoy les advirtió que «ningún Gobierno de España va a autorizar la ruptura de la soberanía nacional».